# Elsa Raven
Elsa Raven (geboren als Elsa Rabinowitz; Charleston (South Carolina), 21 september 1929 – Los Angeles 3 november 2020) was een Amerikaanse actrice.
Raven speelde een bijrol als de klokkentorenvrouw in Back to the Future uit 1985 en als Ida Straus in de film Titanic uit 1997, samen met Lew Palter, die de rol van Isidor Straus speelde. Ook speelde ze in de jaren 90 in de soapserie Days of our Lives.
Raven stierf op 3 november 2020 in Los Angeles op 91-jarige leeftijd.

## Filmografie

### Film
- The Honeymoon Killers (1970) – Matron
- The Gang That Couldn't Shoot Straight (1971) – Mevrouw Water Buffalo
- Lady Liberty (1971) – Politieagente
- South of Hell Mountain (1971)
- A Fan's Notes (1972) – Deborah
- The Cracker Factory (1979) – Toerist
- The Amityville Horror (1979) – Mevrouw Townsend
- Fatso (1980) – Phil's echtgenote
- American Pop (1981) – Hannele (stem)
- The Postman Always Rings Twice (1981) – Matron
- Paternity (1981) – Prenatale verpleegster
- Second Thoughts (1983) –  Grote verpleegster
- Twilight Zone: The Movie (1983) – Verpleegster Nr. 2 (segment "Kick the Can")
- Back to the Future (1985) – klokkentorenvrouw
- Creator (1985) – Mevrouw Mallory
- The Moderns (1988) – Gertrude Stein
- Another You (1991) – Vrijwilliger
- Indecent Proposal (1993) – Burgerschap Student
- In the Line of Fire (1993) – Booth's hospita
- Fearless (1993) – Grijsharige dame
- One Night Stand (1995) – Mevrouw Salvatore
- Titanic (1997) – Ida Straus
- Face to Face (2001) – Grootmoeder
- The 4th Tenor (2002) – Mama
- The Mostly Unfabulous Social Life of Ethan Green (2005) – Senior dame
- The Cutter (2005) – Mevrouw Rosen
- Miriam (2006) – Tante Levya
- Answers to Nothing (2011) – Mevrouw Harrison

### Televisie
- Combat! (1963) – Dorpsvrouw bij venster
- Medical Center (1971–1973) – Blanche / Grote patiënt
- Million Dollar Infield (1982) – Dr. Isabel Armen
- Quincy, M.E. (1978–1982) – Mevrouw Beck – FDA / Mevrouw Coroner Judge / Verpleegster Angela Davenport
- The A-Team (1983–1984) – Clara Dickerson / Dr. Marian Ericson
- Highway to Heaven (1985) – Mevrouw Zabenko
- General Hospital (1986) – Tessie
- Freddy's Nightmares (1988) – Mevrouw Wildmon
- Wiseguy (1987–1990) – Carlotta Terranova Aiuppo
- Amen (1988–1990) – Inga
- Get a Life (1991) – Marta
- The Fresh Prince of Bel-Air (1992) – Ida Pollock
- Murphy Brown (1993) – Mevrouw Kobolakis
- Seinfeld (1994) – Mam
- Days of Our Lives (1994–1999) – Lucille / Mevrouw Johannsen / Hoofdwacht
- 3rd Rock from the Sun (1999) – Tante Florence
- Chicago Hope (1999) – Oude dame met wit konijn
- Everybody Loves Raymond (2004) – Mevrouw Lopman
- ER (2008) – Rosemary Smalls